# Daniel Fontana
Daniel Fontana (General Roca, 31 december 1975) is een professioneel Argentijns-Italiaans triatleet en duatleet uit General Roca. Hij is Zuid-Amerikaans kampioen triatlon en meervoudig Argentijns kampioen triatlon. In 2006 verhuisde hij naar Italië, nam de Italiaanse nationaliteit aan en komt sindsdien voor dit land uit.
Plata deed in 2004 mee aan de Olympische Zomerspelen van Athene. Hij behaalde een 27e plaats in een totaal tijd van 1:57.09,09. Vier jaar later werd hij 33e op de Olympische Zomerspelen van Peking met een tijd van 1:52.39,21
Naast triatleet is hij ook accountant.

## Titels
- Pan-Amerikaans kampioen triatlon: 2001
- Zuid-Amerikaans kampioen triatlon: 2000
- Argentijns kampioen triatlon op de olympische afstand: 1997, 1999, 2001
- Argentijns kampioen triatlon op de sprintafstand: 1995
- Argentijns jeugdkampioen triatlon: 1994, 1995

## Belangrijke prestaties

### Triatlon
- 1995: 6e WK junioren in Cancún - 1:58.50
- 1997: 56e WK olympische afstand in Perth
- 1998: 67e WK olympische afstand in Lausanne
- 1998: 6e ITU wereldbekerwedstrijd in Cancún
- 1999: DNF WK olympische afstand in Montreal
- 1999: 7e Pan-Amerikaanse Spelen in Winnipeg - 1:50.04
- 2000: DNF WK olympische afstand in Perth
- 2001: 38e WK olympische afstand
- 2001: 6e ITU wereldbekerwedstrijd in Cancún
- 2002: 49e WK olympische afstand in Cancún
- 2003: 6e ITU wereldbekerwedstrijd in Rio
- 2003: 5e Pan-Amerikaanse Spelen in Santo Domingo - 1:53.28
- 2004: 27e Olympische Spelen van Athene
- 2005: 4e triatlon van Holten
- 2005: 8e WK olympische afstand in Gamagōri - 1:50.40
- 2005:  halve Ironman Pucon
- 2006: 15e WK olympische afstand in Lausanne - 1:53.41
- 2008: 33e Olympische Spelen van Peking
- 2009: 16e EK olympische afstand in Holten - 1:46.16
- 2009:  WK ironman 70.3 in Clearwater

### Duatlon
- 2002: 14e WK in Cancún